# Червоненский сельский совет (Сумский район)
Червоненский сельский совет (укр. Червоненська сільська рада) — входит в состав
Сумского района
Сумской области
Украины.
Административный центр сельского совета находится в 
с. Старое Село.

## Населённые пункты совета
- с. Старое Село
- с. Барвинково
- с. Вишнёвое
- с. Горное

## Ликвидированные населённые пункты совета
- с. Прудок

## Вхождение в общину
В 2016 году вошел в общину Нижнесыроватский сельский совет.